# Эрикуса
Эри́куса (греч. Ερεικούσσα ή Ερείκουσα) — остров в Греции. Входит в острова Диапонтии-Ниси в составе Ионических островов. Площадь острова 4,381 квадратного километра. Административно входит в общину (дим) Центральная Керкира и Диапонтии-Ниси в периферийной единице Керкира в периферии Ионические острова. Население 496 жителей по переписи 2011 года. Площадь сообщества 4,449 квадратного километра.

## География
Остров расположен к северу от Керкиры, к северо-востоку от Матракиона и к востоку от Отони. На острове расположена одна деревня, названная в честь острова — Эрикуса. Остров имеет богатую растительность, состоящую в основном из кипарисов и оливковых деревьев. Два пляжа — Порто и Брагини, расположенные на острове, получили свои названия от итальянцев во времена венецианского правления.

## Транспорт
До острова можно добраться двумя паромами. Первый отправляется из Сидариона на севере Керкиры и находится в пути около 40 минут. Второй отправляется из порта Керкиры. Время в пути 2 часа 45 минут.

## Население
| Год  | Население, человек |
| ---- | ------------------ |
| 1991 | 330                |
| 2001 | 612                |
| 2011 | ↘ 496              |